# Glodeni, Gorj
Glodeni este un sat în comuna Bălănești din județul Gorj, Oltenia, România.